# EARLY DAYS
『EARLY DAYS』（アーリー・デイズ）は、デビュー20周年を記念してCBS・ソニー在籍時代にレコーディングされたHOUND DOGの楽曲をレーベル主導によりコンパイルした、CD4枚とDVD1枚のボックス・セット。
これまで発売された13枚のシングル盤と12インチシングル1枚の全曲が初めて1枚に集められた。

## 解説
- CD1「SINGLES」にはシングルタイトルチューンとC/W曲
- CD2「SINGLES AND FAMOUS TUNE PICKS」にはシングルタイトルチューンとC/W曲、12インチ、アルバムからの選曲
- CD3「UNPUBLISHED LIVE TUNES」には未発表ライブ音源
- CD4「UNPUBLISHED TUNES UNPUBLISHED LIVE TUNES & REMIX TUNES」には未発表ライブ音源とリミックス音源
- DVDにはロール・オーバー・ツアー・トーキョーとボーナス映像が収録されている[2][3][4]。

## 収録曲

### CD1「SINGLES」
1. 嵐の金曜日　[4:35]
2. Welcome to The Rock'n Roll Show　[4:20]
3. おまえはB-88　[2:34]
4. Rock'n Roller　[3:37]
5. おちょくられた夜　[3:56]
6. We are HOUND DOG　[4:01]
7. スクール・デイズ　[3:59]
8. RAINY LADY GOOD-BYE (Miss Mに捧ぐ)　[4:22]
9. 浮気な、パレット・キャット　[3:11]
10. PIN UP GIRL　[2:57]
11. 涙のBirthday　[4:38]
12. Oh! スキャンダル　[3:18]
13. STILL!　[3:26]
14. FENを聞きながら　[3:26]
15. Please Please Please　[3:17]
16. Midnight Boogie　[4:04]
17. グッバイ・ドリーマー　[4:17]
18. 今夜ハートで　[4:46]
19. ff (フォルティシモ)　[4:48]
20. ダンスでロマンス　[3:45]

### CD2「SINGLES AND FAMOUS TUNE PICKS」
1. R★O★C★K★S　[4:54]
2. Long Way Home　[5:08]
3. DIAMOND EYES　[5:02]
4. クリスティ　[4:50]
5. Knock Me Tonight　[4:27]
6. Bad Boy Blues　[5:12]
7. Rock'n Roll Lariat　[10:05]
  - No More Rock'n Roll / Bye Bye Dancin' Blue Suede Shoes / P.S I Love You / Sake To Me / Funny Face / 浮気な、パレット・キャット / Shakin Dynamite / No More Rock'n Rollのメドレー
8. だから大好き、ロックンロール　[4:51]
9. アフター・コンサート　[5:14]
10. Give me a chance　[3:06]
11. サンセットロード　[4:40]
12. ラスト・ヒーロー　[4:12]
13. 夏のエンジェル　[3:44]
14. ラスト・シーン　[5:47]
15. OUTSIDER　[3:43]

### CD3「UNPUBLISHED LIVE TUNES」
1. Welcome to The Rock'n Roll Show　[5:05]
  - 1980年5月18日（初ツアー最終日）、名取市民会館
2. だから大好き、ロックンロール　[5:26]
  - 同上
3. ナイト・トレイン　[4:41]
  - 1982年5月23日、日比谷野外音楽堂
4. グッド・ヴァイブレーション　[3:56]
  - 同上
5. ライム・ライト　[4:31]
  - 同上
6. スターダスト　[5:11]
  - 1982年5月22日、日比谷野外音楽堂
7. Punky Girl　[5:07]
  - 同上
8. PIN UP GIRL　[2:59]
  - 同上
9. Dance Music　[3:39]
  - 1982年5月23日
10. Baby Blue　[4:11]
  - 1982年5月22日
11. Rock'n Roller　[4:45]
  - 1982年5月23日
12. Last Night Last Time　[5:38]
  - 1982年5月22日
13. グッバイ・ドリーマー　[5:39]
  - 1984年4月27日、神戸国際会館
14. あ・き・ら・め NITE　[4:54]
  - 同上
15. Hey Brother　[12:34]
  - 1984年8月27日（旧メンバー最終日）、宮城県民会館

### CD4「UNPUBLISHED TUNES UNPUBLISHED LIVE TUNES & REMIX TUNES」
1. SONGS　[5:58]
  - 1983年11月2日、日本武道館
  - 当日のラスト・ナンバー[5]
2. ff (フォルティシモ)　[4:41]
  - 1986年2月20日、日本武道館(5DAYSライブ)
3. Danger　[4:01]
  - 同上
4. Magic　[3:20]
  - 同上
5. 涙のBirthday　[6:18]
  - 1986年2月21日、日本武道館(5DAYSライブ)
6. Knock Me Tonight　[4:23]
  - 1986年2月20日
7. ラスト・ヒーロー　[4:30]
  - 同上
8. Long-Good Bye　[5:28]
  - 同上
9. ff (フォルティシモ) ～2001 WANOMI Remix version～　[5:08]
  - 2001年1月10日、鮫島秀樹ベース・橋本章司ドラムス再録音
10. 嵐の金曜日 ～2001 WANOMI Remix version～　[5:38]
11. BABY COME BACK (スタジオ未発表) ～2001 Original Mix version～　[3:47]
  - 1982年3月2日録音
12. 飛び出せ ハニー・ハッシュ! (スタジオ未発表)　[4:40]
  - 1983年4月録音（BRASH BOYレコーディング期間）
13. NA・NA・NA (スタジオ未発表)　[4:02]
  - 同上
14. SONGS (スタジオデモバージョン・未発表) ～2001 Original Mix version～　[5:25]
  - 1981年2月15日録音。2000年12月27日、西山毅ギターソロ オーバーダビング

### DVD

#### ロール・オーバー・ツアー・トーキョー
1. サンセットロード
2. トラブル・メーカー
3. 浮気な、パレット・キャット
4. RAINY LADY GOOD-BYE(Miss Mに捧ぐ)
5. おちょくられた夜
6. 涙のBirthday
7. Hot Line
8. ファニー・フェイス
9. Sake To Me
10. だから大好き,ロックンロール
11. 嵐の金曜日

#### ボーナス映像
1. 今夜ハートで
2. Knock Me Tonight